# Абишевский сельсовет
Абишевский сельсовет (баш. Әбеш ауыл советы) — муниципальное образование в Хайбуллинском районе Башкортостана. Согласно Закону о границах, статусе и административных центрах муниципальных образований в Республике Башкортостан имеет статус сельского поселения.

## Население
| 2002 | 2010  | 2012  | 2013  | 2014  | 2015  | 2016  |
| ---- | ----- | ----- | ----- | ----- | ----- | ----- |
| 1310 | ↘1180 | ↘1146 | ↘1120 | ↘1096 | ↘1060 | ↘1016 |
| 2017 | 2018  |       |       |       |       |       |
| ↘982 | ↘953  |       |       |       |       |       |

## Состав сельского поселения
- с. Большеабишево,
- с. Большеарслангулово,
- д. Малоабишево,
- д. Малоарслангулово,
- д. Сакмар-Назаргулово,
- д. Урняк.